# Jan Martín
 Jan Fernando Martín Sonneborn (Hannover, 20 de noviembre de 1984) es un jugador de baloncesto con triple nacionalidad española, alemana e israelí, que ha jugado en las posiciones de pívot, ala-pívot y alero. Fue el primer jugador español en jugar en la Ligat Winner (Superliga de Baloncesto de Israel). En la temporada 2010-2011 en las filas de Maccabi Ashdod fue escogido como jugador revelación.

## Trayectoria deportiva

### En España
Formado en las categorías inferiores de Maccabi Haifa y Real Canoe NC, disputó la Liga EBA con Real Canoe NC en las temporadas 2000-01 y 2001-02.
En las temporadas 2002-03 y 2003-04 estaría en CB Estudiantes, donde compaginaría la habitualidad del equipo EBA con cuatro apariciones en las dos temporadas en el equipo ACB.
En la temporada 2004-05 formó parte de la plantilla de LEB Oro de Baloncesto Fuenlabrada con quien consiguió ascender a la ACB.
En la temporada 2005-06 fue jugador del Pamesa Castellón en LEB Plata con 12.4 puntos, 6.2 rebotes y 1.1 asistencias.
En 2006-07 recaló en Real Madrid disputando la LEB Plata, fue el jugador que más minutos disputó (29.5), siendo el máximo anotador (12.3) y el segundo más valorado. Disputó tres partidos de ULEB Cup, el primero de estos partidos fue ante el PAOK Salónica.
Debutó vistiendo la elástica de Real Madrid en ACB que ya había vestido su padre el día 4 de febrero de 2007, frente a C.B. Granada.
En 2007-08 continuó en el Real Madrid en la LEB Bronce, fue el auténtico líder de su equipo, siendo el jugador que más minutos disputó (31.2), máximo anotador (15.7), máximo reboteador (6.9) y jugador más valorado (14.8). En esta misma temporada guio a su equipo a los playoff con 15,5 puntos, 6,7 rebotes, 1,6 asistencias y 0,9 tapones.
En la temporada 2008-09 recaló en CB Illescas de LEB Oro una vez iniciada la temporada, 6.5 puntos con buenos porcentajes (50% T2, 37% T3 y 88% TL) y 3.4 rebotes fueron su bagaje en 18.1 minutos de juego.

### En Israel
En 2009 realizó una prueba con el Maccabi de Tel Aviv de la cual el equipo salió satisfecho y decidió incorporarle para cederle a Elitzur Yavne B.C. de la National League. En este equipo ocupó la posición de alero, convenciendo con su juego con un promedio de 15.8 puntos, 5.1 rebotes y 1.5 asistencias.
Como recompensa en 2010-11 disputó la primera categoría en el Maccabi Ashdod, en el que coincidió con Meir Tapiro, internacional durante varios años con Israel, y Niv Berkowitz, hijo del mítico Miki Berkovich.
En la temporada 2011-12 fichó por el Gilboa Galil, equipo de la primera división israelí, consiguiendo ser campeón de la Liga Internacional de los Balcanes.
En 2012 firmó con el Hapoel Eilat y finalizó su etapa en Israel.

### Regreso a España
En 2013 reforzó los entrenamientos del Bilbao Basket durante la pretemporada en la ACB, para cubrir la baja de Germán Gabriel que se encontraba disputando el Eurobasket con la selección española. En su último partido fue uno de los más acertados, anotando 10 puntos frente el Cajasol de Aíto García Reneses.
En septiembre de 2013 se compromete con el Club Deportivo Estudio para jugar en el grupo B de la Liga EBA. En la jornada 10 consiguió ser el jugador más valorado del Grupo B, con 17 puntos, 16 rebotes, 5 asistencias, 4 recuperaciones y 2 tapones para 34 de valoración.

### Selección Española
Internacional con la selección española junior y sub-20, jugó con Rudy Fernández y Marc Gasol. Debutó con la selección junior en el Torneo Internacional de Corfú en 2001 anotando 7 puntos y capturando 4 rebotes, se convirtió en poco tiempo en una referencia dentro del Equipo Nacional de la categoría.
Subcampeón en el Torneo Albert Schweitzer de Mannheim en 2002, fue una referencia absoluta dentro del equipo como demostró en el primer partido anotando 29 puntos ante Yugoslavia.

## Personal
Hijo del primer jugador español en jugar en la NBA, Fernando Martín Espina y de la modelo alemana-israelí Sarah Sonneborn y sobrino del también jugador de baloncesto Antonio Martín Espina.

## Estadísticas

### En España
| Año        | Equipo           | PJ | MPP  | %T2 | %3P | %TL | RPP | ROP | APP | ROB | TPP | PPP  |
| ---------- | ---------------- | -- | ---- | --- | --- | --- | --- | --- | --- | --- | --- | ---- |
| 2005-06 LR | Pamesa Castellón | 30 | 29.2 | 49  | 36  | 73  | 6.2 | 1.9 | 1.1 | 0.9 | 0.6 | 12.4 |
| 2005-06 PD | Pamesa Castellón | 4  | 29.5 | 38  | 44  | 79  | 5.0 | 1.5 | 0.5 | 1.3 | 0.3 | 15.8 |
| 2006-07 LR | Real Madrid      | 32 | 29.5 | 49  | 31  | 70  | 4.9 | 1.6 | 1.3 | 1.4 | 0.3 | 12.3 |
| 2007-08 LR | Real Madrid      | 31 | 31.2 | 46  | 34  | 73  | 6.9 | 2.1 | 1.6 | 0.8 | 1.0 | 15.7 |
| 2007-08 PO | Real Madrid      | 3  | 30.3 | 61  | 25  | 64  | 5.0 | 1.0 | 1.0 | 1.3 | 0   | 13.7 |
| 2008-09 LR | CB Illescas      | 25 | 18.1 | 50  | 37  | 88  | 3.4 | 0.9 | 0.3 | 0.6 | 0.2 | 6.5  |
| 2013-14 LR | CD Estudio       | 12 | 26.3 | 52  | 37  | 73  | 6.8 | 1.3 | 1.8 | 1.8 | 0.8 | 15.2 |

### En Israel
| Año         | Equipo         | PJ | MPP  | %T2 | %3P | %TL | RPP | ROP | APP | ROB | TPP | PPP  |
| ----------- | -------------- | -- | ---- | --- | --- | --- | --- | --- | --- | --- | --- | ---- |
| 2009-10 LR  | Elitzur Yavne  | 16 | 32.1 | 64  | 37  | 75  | 5.1 | 1.8 | 1.5 | 0.9 | 0.9 | 15.8 |
| 2009-10 PO  | Elitzur Yavne  | 2  | 33   | 82  | 56  | 67  | 2.5 | 0   | 2.5 | 0   | 0   | 24.5 |
| 2010-11 LR  | Maccabi Ashdod | 27 | 20   | 51  | 39  | 62  | 2.5 | 0.6 | 0.8 | 0.6 | 0.1 | 6.4  |
| 2010-11 CUP | Maccabi Ashdod | 4  | 16.2 | 86  | 33  | 57  | 1.5 | 0.5 | 0.8 | 0.2 | 0.2 | 5.5  |
| 2010-11 PO  | Maccabi Ashdod | 3  | 18.7 | 0   | 57  | 75  | 2.3 | 0.7 | 0   | 1   | 0.3 | 6    |
| 2011-12 LR  | Gilboa Galil   | 24 | 16   | 41  | 32  | 69  | 2.5 | 0.6 | 0.8 | 0.3 | 0.3 | 4.7  |
| 2011-12 CUP | Gilboa Galil   | 1  | 20   | 0   | 25  | 100 | 2   | 0   | 2   | 0   | 1   | 7    |

### Liga Internacional de los Balcanes
| Año     | Equipo                 | PJ | MPP  | %T2 | %3P | %TL | RPP | ROP | APP | ROB | TPP | PPP |
| ------- | ---------------------- | -- | ---- | --- | --- | --- | --- | --- | --- | --- | --- | --- |
| 2011-12 | Gilboa Galil (Campeón) | 12 | 21.9 | 38  | 46  | 67  | 3.8 | 1   | 1.3 | 1.1 | 0.5 | 8.4 |

## Trayectoria
- Maccabi Haifa y Real Canoe NC: Categorías inferiores.

| Equipo                 | Liga                | Temporada |
| ---------------------- | ------------------- | --------- |
| Real Canoe NC          | EBA España          | 2000-2001 |
| Real Canoe NC          | Junior España       | 2001-2002 |
| CB Estudiantes         | EBA España *        | 2002-2004 |
| Baloncesto Fuenlabrada | LEB Oro España      | 2004-2005 |
| Pamesa Castellón       | LEB Plata España    | 2005-2006 |
| Real Madrid            | LEB Plata España *  | 2006-2007 |
| Real Madrid            | LEB Bronce España   | 2007-2008 |
| CB Illescas            | LEB Oro España      | 2008-2009 |
| Elitzur Yavne B.C.     | Nat. League Israel  | 2009-2010 |
| Maccabi Ashdod         | Ligat Winner Israel | 2010-2011 |
| Gilboa Galil           | Ligat Winner Israel | 2012-2013 |
| Club Deportivo Estudio | EBA España          | 2013-2014 |

* Juega varios partidos en ACB.

## Palmarés

### Selección Española
Medalla de plata en el Torneo Albert Schweitzer en 2002.

### CB Estudiantes
- Subcampeón de la Liga ACB 2003-04.

### Baloncesto Fuenlabrada
- Campeón de la Copa Príncipe de Asturias en 2004-05.
- Campeón de la Liga LEB en 2004-05.

### Gilboa Galil
- Campeón de la Liga Internacional de los Balcanes en 2011-12.

### Individual
- MVP del Torneo Internacional de Alcobendas en 2002.
- Jugador revelación en la Ligat Winner en 2010-11.